# هانا استانکوونا
هانا استانکوونا (لهستانی: Hanna Stankówna؛ زادهٔ ۴ آوریل ۱۹۳۸) بازیگر اهل لهستان است.
از فیلم‌ها یا مجموعه‌های تلویزیونی که وی در آن‌ها نقش داشته است، می‌توان به قسمت سوم شب، پرستار کودک، سکسمیشن و خرس اشاره نمود.
وی همچنین برندهٔ جوایزی همچون صلیب شایستگی شده‌است.